# Rosa de Ouro (Rio de Janeiro)
Grêmio Recreativo Escola de Samba Rosa de Ouro é uma escola de samba da cidade do Rio de Janeiro, fundada a 13 de março de 1970. Está situada na Rua Coelho Lisboa, no lado sul do bairro de Oswaldo Cruz, lado oposto ao da Portela, tomando por base a via férrea.

## História

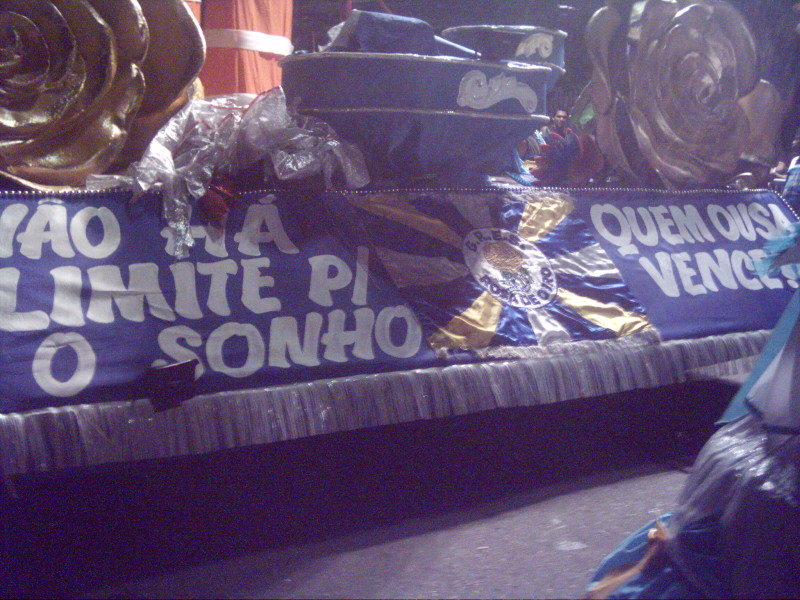
Carro alegórico da escola de samba Rosa de Ouro, 12ª a desfilar pela 5ª divisão do carnaval do Rio de janeiro, na Estrada Intendente Magalhães, 2009.

O bloco Rosa de Ouro foi fundado em maio de 1970 por integrantes da mais famosa ala da Portela, a ala dos impossíveis. Nomes como Candeia, Valdir 59, Bidi e Wanderley Francisco fundaram no bairro de Oswaldo Cruz o Bloco Carnavalesco Rosa de Ouro com o intuito de se divertirem e pularem carnaval no bairro.
O nome escolhido faz uma alusão ao musical “Rosa de Ouro” criado por Cartola e Dona Zica, onde, na década de 60, se apresentava a cada turnê pelo país uma nova Rosa de Ouro, como por exemplo Paulinho da Viola, Clementina de Jesus, etc… Inclusive, Paulinho da Viola compôs uma música chamada Rosa de Ouro.
Nos anos 70 e 80 o bloco teve notória participação na disputa dos blocos de enredo do Rio de Janeiro, chegando inclusive ao primeiro grupo de blocos na década de 80. Porém, os anos 90 foram de muitas dificuldades e o Rosa de Ouro quase encerrou suas atividades.
Nos anos 2000, apoiado pelo seu patrono Marcos Falcon, o Rosa de Ouro se reestruturou e chegou ao grupo de disputa das escolas de samba, se transformando, então, em Grêmio Recreativo e Escola de Samba Rosa de Ouro.
Seu único título no carnaval ocorreu em 2006 quando, pelo grupo E, apresentou o enredo “Rosa de Ouro é comércio, festa e arte na feira de Caruaru” do carnavalesco Humberto Abrantes.
Em 2016, o Rosa de Ouro sofreu um duro golpe com a morte de seu presidente de honra e patrono Marcos Falcon (que havia sido inclusive enredo da escola em 2009). Para ocupar o lugar de presidente de honra foi nomeada Nilce Fran, uma das maiores passistas da história da Portela e filha de Wanderley Francisco, um dos fundadores do Rosa de Ouro.
Após o Carnaval de 2019, foi anunciado que a presidente de honra, Nilce Fran, seria a homenageada para o Carnaval de 2020. Em 20 de julho daquele ano, a própria homenageada foi eleita presidente da agremiação. Após ter sido rebaixada para a Série Bronze no carnaval de 2023, anunciou para 2024 a reedição do enredo de 2012 da Portela sobre a Bahia.  

## Segmentos
- Commons

### Presidentes
| Nome              | Mandato                   | Ref.  |
| ----------------- | ------------------------- | ----- |
| 2007              | Adriane Gonçalves         | [ 4 ] |
| 2008              | Jarbas Fernandes de Mello | [ 4 ] |
| 2009-2018         | Hélio José "Julinho"      | [ 4 ] |
| 2019 - atualidade | Nilce Fran                | [ 3 ] |

### Presidentes de Honra
| Nome          | Mandato     | Ref.  |
| ------------- | ----------- | ----- |
| Marcos Falcon | 2005 - 2016 | [ 4 ] |
| Nilce Fran    | 2017-2019   |       |

### Diretores
| Ano  | Diretor de Carnaval                          | Diretor geral de harmonia | Mestre de bateria     | Ref.  |
| ---- | -------------------------------------------- | ------------------------- | --------------------- | ----- |
| 2014 | Humberto Abrantes                            | Vavá                      | Carlinho              |       |
| 2015 | José Carlos de Souza                         | Adilson                   | Carlinho              | [ 5 ] |
| 2016 | Zé Carlos                                    | Paulo Picui               | Alison                |       |
| 2020 | Paulinho, Marcelo Miranda e Rodrigo Domingos | Júlio Caju                | Marley e Teodoro Sapê | [ 2 ] |

### Intérpretes
| Período   | Intérprete oficial | Ref.  |
| --------- | ------------------ | ----- |
| 2005–2006 | Rodrigo da Silva   | [ 5 ] |
| 2007      | Joãosinho          | [ 5 ] |
| 2016      | Natália Menezes    |       |
| 2020      | Edinho Gomes       | [ 2 ] |

### Coreógrafos
| Ano  | Nome                     | Ref.  |
| ---- | ------------------------ | ----- |
| 2014 | Gabriel Cortez           |       |
| 2015 | Alexandre Henrique Alves | [ 6 ] |
| 2020 | Jan Oliveira             | [ 2 ] |

### Casal de Mestre-sala e Porta-bandeira
| Ano         | Nome                         | Ref.  |
| ----------- | ---------------------------- | ----- |
| 2014 - 2017 | Marcio Levi e Cris Soares    | [ 5 ] |
| 2020        | Ângelo Virtude e Yuki Kimura | [ 2 ] |
| 2021 - 2025 | Willian Miranda e Aline Lima |       |

### Corte de Bateria
| Ano        | Rainha                          | Madrinha        | Ref.  |
| ---------- | ------------------------------- | --------------- | ----- |
| 2014-2015  | Thaissa Araújo                  |                 | [ 5 ] |
| 2016       | Gisely Flor                     |                 |       |
| 2017-2018  | Paula Cruz(Paulinha Da Portela) | Bárbara Sheldon |       |
| 2019-atual | Nana Ferreira “Nay Simpatia”    |                 | [ 2 ] |

## Carnavais
| Ano | Colocação | Divisão | Enredo | Carnavalesco | Ref.         |
| --- | --- | --- | --- | --- | ------------ |
| 2005 | Aprovada | Desfile de Avaliação                                                                                                  | "Obá, a terceira mulher de Xangô" | Gilberto Barros e Osmar Costa                                                                                         |              |
| 2006 | Campeã | Grupo E (sexta divisão)                                                                                               | "Rosa de Ouro é comércio, festa e arte na feira de Caruaru" (Samba-enredo composto por Luisinho Oliveira, Henrique Guerra, Marcio Alexandre, Serginho Mato Alto e Ronaldo do Cavaco)                                                                                             | Humberto Abrantes |              |
| 2007 | 7.º Lugar | Grupo D (quinta divisão)                                                                                              | "Diz no pé, toda a criação da humanidade" | Humberto Abrantes |              |
| 2008 | 11.º Lugar | Grupo D (quinta divisão)                                                                                              | "As sete vertentes do bem e do mal" | Humberto Abrantes |              |
| 2009 | 4.º Lugar | Grupo RJ-3 (quinta divisão)                                                                                           | "Não há limite para o sonho. Quem ousa vence" | Rogério Lima |              |
| 2010 | 3.º Lugar | Grupo RJ-3 (quinta divisão)                                                                                           | "Da ousadia dos migrantes à construção de um sonho. Feira de São Cristóvão, o Nordeste carioca!" (Samba-enredo composto por Roberto Botelho, Edson Pereira, Henrik Silva e Ze Carlos)                                                                                            | Rogério Lima e Humberto Abrantes                                                                                      |              |
| 2011 | 4.º Lugar | Grupo C (quarta divisão)                                                                                              | "A chave do mistério" (Samba-enredo composto por Lequinho, Tom de Oswaldo Cruz, Renato SS, Beto Martins, Ivan CBTU, Sérgio Cataguases e Carioca do Rosa) | Rogério Lima e Humberto Abrantes                                                                                      |              |
| 2012 | 9.º Lugar | Grupo C (quarta divisão)                                                                                              | "Itatiaia - Paraíso turístico e cultural" | Humberto Abrantes |              |
| 2013 | 11.º Lugar (Rebaixada)                                                                                                | Grupo B (terceira divisão)                                                                                            | "Sou Rosa, sou de Ouro!" (Samba-enredo composto por Cláudio Russo, Ivan CBTU, Victor Rangel, Vinicius Ferreira, Carlos Ferreira e Robson Noratolli) | Lino Salles, Alexandre Costa e Marcos do Val                                                                          | [ 7 ]        |
| 2014 | 3.º Lugar | Grupo C (quarta divisão)                                                                                              | "Gosto de não gostar: Conflitos em confronto!" (Samba-enredo composto por Zé Carlos do Cavaco, Jorge Chatuba, Jorge Cekisabe e Chero do Cavaco) | Lino Salles, Alexandre Costa e Marcos do Val                                                                          |              |
| 2015 | 16.º Lugar (Rebaixada)                                                                                                | Série B (terceira divisão)                                                                                            | "Maquiagem – A arte da transformação" (Samba-enredo composto por Xandy, Heleno de Paula, Vinícios da Camélia, Vaguinho e Vagner Góes) | Lino Salles, Alexandre Costa e Marcos do Val                                                                          | [ 8 ] [ 5 ]  |
| 2016 | 13.º Lugar (Rebaixada)                                                                                                | Série C (quarta divisão)                                                                                              | "A lenda de Abaçaí" (Samba-enredo composto por Marcos Marciel, Heleno de Paula, Xandy e Luiz das Faixas) | Lino Salles, Alexandre Costa e Marcos do Val                                                                          | [ 9 ]        |
| 2017 | Vice-campeã | Série D (quinta divisão)                                                                                              | "Uma grande viagem ao Reino Encantado da Imaginação" (Samba-enredo composto por Xandy, Heleno de Paula, Sérgio Cataguas Luizinho da Light, Adilson e Franco) | André Tabuquine |              |
| 2018 | 13.º Lugar (Rebaixada)                                                                                                | Série C (quarta divisão)                                                                                              | "Tributo a vaidade" (Reedição da Portela 1991) (Samba-enredo composto por Café da Portela, Carlinhos Madureira e Iran Silva) | Luciano Moreira | [ 10 ]       |
| 2019 | 6.º Lugar | Série D (quinta divisão)                                                                                              | "Iamandu e Jaci: o Sopro da Criação" | Ruan Lucena | [ 11 ]       |
| 2020 | 7.º Lugar | Acesso da Intendente (quarta divisão)                                                                                 | "Nilce Fran - A filha de Yansã" (Compositores:Robinho, Lício Pádua e Fernando Sapê) | Ruan Lucena | [ 12 ] [ 2 ] |
| Inicialmente adiados para o mês de julho, os desfiles do Carnaval 2021 foram cancelados devido a pandemia de Covid-19 | Inicialmente adiados para o mês de julho, os desfiles do Carnaval 2021 foram cancelados devido a pandemia de Covid-19 | Inicialmente adiados para o mês de julho, os desfiles do Carnaval 2021 foram cancelados devido a pandemia de Covid-19 | Inicialmente adiados para o mês de julho, os desfiles do Carnaval 2021 foram cancelados devido a pandemia de Covid-19 | Inicialmente adiados para o mês de julho, os desfiles do Carnaval 2021 foram cancelados devido a pandemia de Covid-19 | [ 13 ]       |
| 2022 | 8.º Lugar | Série Prata (Sábado) (terceira divisão)                                                                               | Coroaci, a Terra do Sol | Catia Calixto, Felipe Saldanha e Cesar Portela                                                                        | [ 14 ]       |
| 2023 | 15.º Lugar (Rebaixada)                                                                                                | Série Prata (Sexta-feira) (terceira divisão)                                                                          | Inhame - A raiz do fundamento que me faz feliz! Sou Popo, sou Ouro, Sou Costa do Marfim no Carnaval do Rio! (Compositores: Valtinho Botafogo, Robinho, Lício Pádua, Dimas Mello, Victor Rangel, Augusto Locutor, Gladiador, Jefferson Oliveira, Edson de Jesus e Deco Moratelli) | Cátia Calixto, Luis Otávio e Aninha Malandro                                                                          | [ 15 ]       |
| 2024 | 10.º Lugar (Rebaixada)                                                                                                | Série Bronze (Segunda-feira) (quarta divisão)                                                                         | Bahia: E o povo na rua cantando... É feito uma reza, um ritual (Reedição do enredo de 2012 da Portela) (Compositores: Luiz Carlos Máximo, Naldo, Toninho Nascimento e Wanderley Monteiro)                                                                                        | Cátia Calixto, Luis Otávio e Aninha Malandro                                                                          | [ 16 ]       |
| 2025 | Campeã | Grupo de Avaliação (quinta divisão)                                                                                   | Anastácia | Cátia Calixto e Deo Carlos                                                                                            |              |
| 2026 | | Série Bronze (quarta divisão)                                                                                         | | |              |

## Títulos
| Títulos da Rosa de Ouro | Títulos da Rosa de Ouro | Títulos da Rosa de Ouro | Títulos da Rosa de Ouro |
| ----------------------- | ----------------------- | ----------------------- | ----------------------- |
| Divisão                 | Divisão                 | Títulos                 | Carnavais               |
|                         | Quinta Divisão          | 1                       | 2025                    |
|                         | Sexta Divisão           | 1                       | 2006                    |

## Premiações
Prêmios recebidos pelo GRES Rosa de Ouro.
| Ano  | Prêmio                        | Categoria / premiados                                        | Divisão | Ref.   |
| ---- | ----------------------------- | ------------------------------------------------------------ | ------- | ------ |
| 2006 | Troféu Jorge Lafond           | Campeã do Grupo E                                            | Grupo E | [ 17 ] |
| 2007 | Troféu Jorge Lafond           | Velha guarda                                                 | Grupo D | [ 18 ] |
| 2008 | Troféu Jorge Lafond           | Ala de passistas                                             | Grupo D | [ 19 ] |
| 2008 | Troféu Jorge Lafond           | Harmonia                                                     | Grupo D | [ 19 ] |
| 2013 | Ritmo Quente Samba e Carnaval | Melhor Intérprete                                            | Xandy   | [ 20 ] |
|      | Plumas & Paetês               | Pesquisadores (Alexandre costa, Lino Salles e Marcus do Val) | Série B | [ 21 ] |
| 2016 | Elite do Samba                | Casal de mestre sala e porta bandeira                        | Série C |        |
|      | Samba é Nosso                 | Casal de mestre sala e porta bandeira                        | Série C |        |
| 2017 | Revista Explosão in Samba     | Melhor intérprete da Série D (Intérprete: Xandy)             | Série D | [ 22 ] |